# North Bergen

North Bergen é uma município no norte do estado de Nova Jérsei, nos Estados Unidos. Localizada no Condado de Hudson, segundo o censo do ano 2000, sua população somava 58.092 habitantes.
A cidade tem uma área total de 14.6 km² (5.6 mi²), incluindo 1.1 km² (0.4 mi²) de água (um porcentagem de 7,47%).
A composição racial de North Bergen, no ano 2000, foi: 67,36% Branco, 2,72% Negro, 0,40% Indígena, 6,47% Asiática, 0,05% nativos de ilhas pacíficas, 15,53% from de outras raças, e um 7,47% de duas ou mais raças. Além disso, 57,25% da população é Hispânico ou Latinoamericano de qualquer raça.